# Port lotniczy Fudżajra
Port lotniczy Fudżajra (IATA: FJR, ICAO: OMFJ) – międzynarodowy port lotniczy położony 1 km od miasta Fudżajra, w emiracie o tej samej nazwie, w Zjednoczonych Emiratach Arabskich.

## Linie lotnicze i połączenia
| Linia lotnicza | Kierunek                      |
| -------------- | ----------------------------- |
| EgyptAir       | 1. Kair                       |
| Salam Air      | 1. Maskat Sezonowo: 1. Salala |